# Силуян (Кравцов)
Митрополи́т Силуя́н (в миру Стефан Киприянович Кравцов; 7 (19) июля 1870, Тирасполь — 5 января 1941, Брэила) — епископ Русской православной старообрядческой церкви в Румынии, митрополит Белокриницкий. Иконописец.

## Биография
Родился 7 июля 1870 года в Тирасполе (ныне Приднестровская Молдавская Республика). Его отец служил уставщиком в старообрядческом храме в Тирасполе. Он приучил своего сына с малых лет к церковному богослужению, выучил грамоте и отдал изучать иконописное искусство.
В середине 1890-х годов Стефан Кравцов был рукоположен во диакона, 23 октября 1900 года епископом Балтским и Одесским Кириллом (Политовым) рукоположен во иерея к Покровскому храму в Одессе. Принадлежал к старообрядцам-«противоокружникам», но в 1906 году признал каноническую власть старообрядческой Московской архиепископии (на Рогожском кладбище) и остался служить на прежнем приходе, возведён в сан протоиерея. Кроме исполнения своих прямых обязанностей он помогал епископу Кириллу по управлению епархией в качестве секретаря.
В 1920 году после прихода к власти большевиков подвергся непродолжительному тюремному заключению. К 1924 году был женат, имел 6 детей. В августе 1931 года эмигрировал в аннексированную Румынией Молдавию, служил в Успенском старообрядческом храме в Кишинёве. В Одессе и на новом месте служения занимался иконописанием, некоторые его иконы хранятся в старообрядческой Никольской церкви в Измаиле.
Ф. Е. Мельников даёт о. Стефану следующую характеристику: «Отличаясь мягким характером, истовым совершением богослужения, начитанностью, бескорыстием и преданностью делу Божию, о. Стефан заслужил всеобщую любовь и уважение своих пасомых как в Одессе, так и в Кишинёве, так что даже противники его относились к нему с особым почтением… Он занимался иконописанием, чем и добывал себе средства к жизни». А. Пригарин и Ю. Горбунов также отмечают, что о. Стефан был «профессиональным и весьма одарённым иконописцем, оставившим на местах пастырского служения не только добрую память, но и творения своего благочестивого искусства».
15 (28) июля 1935 года в Вилкове при участии почти всего духовенства епархии и многотысячном собрании народа, состоялось его рукоположение во епископа Измаильского.
После этого бессарабские старообрядцы просили разрешения у румынского правительства на созыв Освященного Собора. На соборе, состоявшемся в мае 1936 года, единогласно утверждён на Измаильской кафедре, а его предшественник епископ Феоген окончательно удалён на покой.
После смерти 8 апреля 1939 года митрополита Пафнутия на соборе в Брэиле 25 июня того же года епископ Силуян большинством голосов был избран митрополитом Белокриницким, сохранив управление Измаильской епархией до избрания нового архиерея. Интронизация состоялась 9 июля 1939 года в Белокриницком монастыре. В богослужении приняли участие епископ Иннокентий (Усов) и 7 священников; епископ Славский Саватий не смог прибыть из-за болезни. Вскоре он заболел и слёг в постель.
В конце июня 1940 года Северная Буковина вошла в состав УССР. Утром 30 июня митрополит Силуян выехал из Белокриницкого монастыря, вечером того же дня в Белую Криницу вошёл отряд Красной армии. 22 июля 1940 года кафедрой старообрядческих Белокриницких митрополитов стал Покровский храм в Брэиле. 3 августа под председательством митрополита Силуяна в Славском Введенском женском монастыре в селе Слава-Русэ состоялось совещание епископов с участием публициста Ф. Е. Мельникова. На нем было принято решение: «Хотя митрополия и отошла к Советской России, все же титул Белокриницкого митрополита оставить в силе… Митрополит Силуан остается с титулом Белокриницкого, также преемники его должны сохранять этот титул даже и тогда, если митрополия будет оставаться под игом Советов». Таким образом, с 22 июля 1940 года местом пребывания кафедры Белокриницких митрополитов стал Покровский храм в Браиле, митрополичья кафедра сохранила прежнее историческое наименование — Белокриницкой.
Митрополит Силуян обосновался в г. Браила, но болезнь его не отпустила. Пособоровавшись, он тихо скончался накануне Богоявления Господня, утром, 5 января 1941 года. Погребение состоялось 11 января и был похоронен на общем старообрядческом кладбище.